# النعيرية
النعيرية هي مدينة سعودية والعاصمة الإدارية لمحافظة النعيرية، التابعة للمنطقة الشرقية.

## الموقع
تبعد المدينة عن مدينة الدمام 195 كم باتجاه الشمال الغربي، كما تبعد عن الحدود الكويتية 140 كم، مما جعلها مقصدا للسياح القادمين من دولة الكويت الراغبين في التخييم في فصل الربيع، كما يقصدها تجار الإبل والمواشي كونها تعد سوقا لهذا النشاط التجاري. وبالإضافة إلى ما سبق؛ فقد أعطاها موقعها قيمة خاصة حيث يلزم الراغبين في السفر البري من الأردن وسوريا ولبنان ومصر إلى قطر والإمارات العربية المتحدة وسلطنة عمان المرور بها.

## نشأة النعيرية
قامت شركة أرامكو السعودية في خمسينات القرن الماضي بإنشاء محطة ضخ لخط الأنابيب الممتد عبر الدول العربية (التابلاين)، وكان لهذا الحدث أهميته، فقد بدأ الناس بالتجمع حول هذه المنشأة الجديدة رغبة منهم في الاستفادة من ما تقدمه الشركة لموظفيها من خدمات تمثلت آنذاك في إنشاء مستشفى وتوفير المياه الصالحة للشرب، وهكذا بدأت النعيرية في التكون واستقطاب المزيد من سكان الخيام وبيوت الشعر بعد أن كانت صحراء قاحلة.

## سبب تسمية النعيرية
ربما يعود سبب تسمية المدينة بهذا الاسم إلى قربها من جبل يسمى جبل النعير.

## السياحة
تلقب النعيرية عروس الربيع لكثرة زوارها من مختلف أرجاء المملكة ودول الخليج لا سيما من دولتي الكويت وقطر، ويقام فيها مهرجان كبير في فصل الربيع يسمى بالمخيم الربيعي، كما تقام فيها جائزة الأمير تركي بن محمد لسباق الصقور، وحاليا يعد فيها ميدان الملك فهد لسباق الهجن والذي من المتوقع أن يشكل وجهة سياحية جديدة من شأنها أن تجذب السياح المهتمين بهذا اللون من السباقات.
وبالإضافة إلى مهرجان الربيع وسباق الصقور؛ تضم النعيرية سوقا تراثيا تتوفر به مستلزمات الرحلات البرية ومعظم ما يحتاجه سكان البادية .

## موقع المدينة والمشاريع المستقبلية
تتميز النعيرية بموقع استراتيجي، فهي تبعد عن ميناء السفانية 70 كم، وفي هذا الميناء يوجد حقل السفانية الذي يعد أكبر حقل نفطي مغمور في العالم، وتشغل شركة أرامكو السعودية 80% من شواطئ الميناء، ولهذا فإن نسبة لا بأس بها من السكان هم من موظفي هذه الشركة النفطية العملاقة.
وحاليا هناك مشاريع اقتصادية عملاقة تحت الإنشاء كمشروع مدينة رأس الخير للصناعات التعدينية الذي سيشغل مصانع ضخمة باستثمارات تفوق 40 مليار دولار بإشراف شركة معادن، وهي تبعد 65 كيلومتر عن مدينة النعيرية، كذلك القطار الناقل للمعادن من شمال المملكة يمر بالنعيرية وهو لا يزال تحت الإنشاء، علماً بأنه قد تم توقيع عقود بعض مشاريع هذه المدينة كعقد الميناء البحري بست مئة 600 مليون دولار، وعقد أكبر محطة تحلية مياه في العالم وبموجبه سينقل الماء للعاصمة السعودية الرياض في حين سيذهب جزء من المياه المحلاة إلى مدينة النعيرية، وبهذا ستحل مشكله نقص المياه العذبة في المدينة.
من المشاريع العملاقة أيضا مشروع حقل منيفة الذي يقع على بعد 45 كم من مدينة النعيرية، وهذا المشروع تطوره شركة أرامكو السعودية وهو ينتج 900 ألف برميل من النفط يوميا، وكذلك محطة واسط للغاز وهي أكبر محطة غاز في المملكة، ومشروع الخرسانية للزيت والغاز.
وقد بدأ المقاولون والعاملون في هذه المشاريع بالتوافد على النعيرية، ورغم هذا فهي لا تزال بحاجة إلى مطار داخلي، كما لا تزال بحاجة إلى افتتاح كليات تعليمية.
وتمتاز محافظة النعيرية اقتصاديا بسوق شعبي وسوق للمواشي، وقد بلغ عدد رؤوس الماشية بحسب الإحصاءات في محافظة النعيرية حوالي ثمان مئة ألف 800000 رأس، مما عزّز النشاط في هذا المجال التجاري، ودفع بالجهات المختصة إلى إعداد دراسة بهدف إنشاء جمعية زراعية تتولى توعية ودعم صغار المزارعين بتوجيه من أمير المنطقة الشرقية، وإحالة الدراسة إلى لجنة مختصة بمجلس المنطقة لإعادة دراستها واستكمال الإجراءات.